# David Solé
David Solé Valls (Badalona, 14 ottobre 1968) è un ex cestista spagnolo.

## Palmarès
- Liga catalana: 1

Joventut Badalona: 1987